# Be Here Now
Be Here Now — третій альбом британського рок-гурту Oasis, виданий в 1997 році. Це був дуже очікуваний всіма альбом, тому в перший же день релізу було розкуплено 423000 копій. «Be Here Now» став альбомом, який найшвидше продався за всю історію британської музики, але на жаль, він не виправдав очікувань більшості внаслідок надмірно довгих пісень і занадто пишних аранжировок. Проте, альбом улюблений багатьма фанами Oasis.

## Список композицій
Автор музики і слів Ноел Галлахер. 
| #   | Назва                            | Тривалість |
| --- | -------------------------------- | ---------- |
| 1.  | «D'You Know What I Mean?»        | 7:43       |
| 2.  | «My Big Mouth»                   | 5:02       |
| 3.  | «Magic Pie»                      | 7:19       |
| 4.  | «Stand by Me»                    | 5:56       |
| 5.  | «I Hope, I Think, I Know»        | 4:22       |
| 6.  | «The Girl in the Dirty Shirt»    | 5:49       |
| 7.  | «Fade In-Out»                    | 6:52       |
| 8.  | «Don't Go Away»                  | 4:48       |
| 9.  | «Be Here Now»                    | 5:13       |
| 10. | «All Around the World»           | 9:21       |
| 11. | «It's Gettin' Better (Man!!)»    | 7:00       |
| 12. | «All Around the World (Reprise)» | 2:08       |

## Учасники запису
- Пол Артурс — ритм-гітара
- Вільям «Лаям» Галлахер — вокал
- Ноел Галлахер — гітара, вокал, бек-Вокал
- Пол МакГіган — Бас-Гитара
- Алан Вайт — ударні